# Askanier (Linie Weimar-Orlamünde)

Wappen der askanischen Grafen von Orlamünde

Die Grafschaft Orlamünde im Herrschaftsbereich der Askanier.

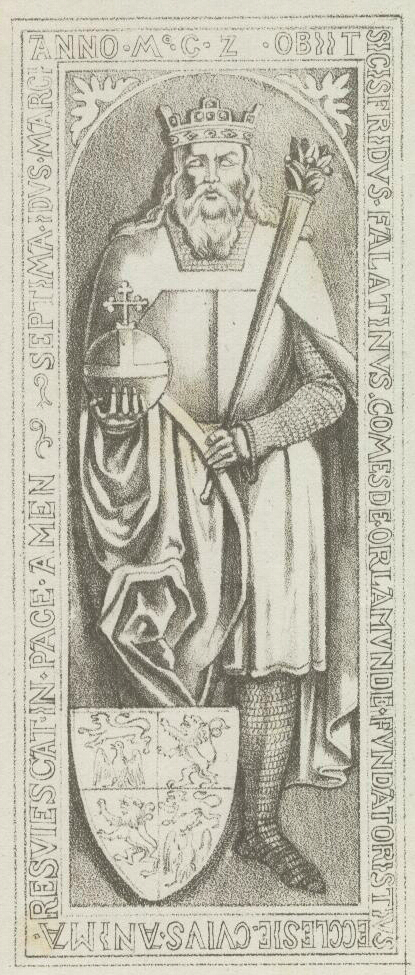
Siegfried II. von Orlamünde

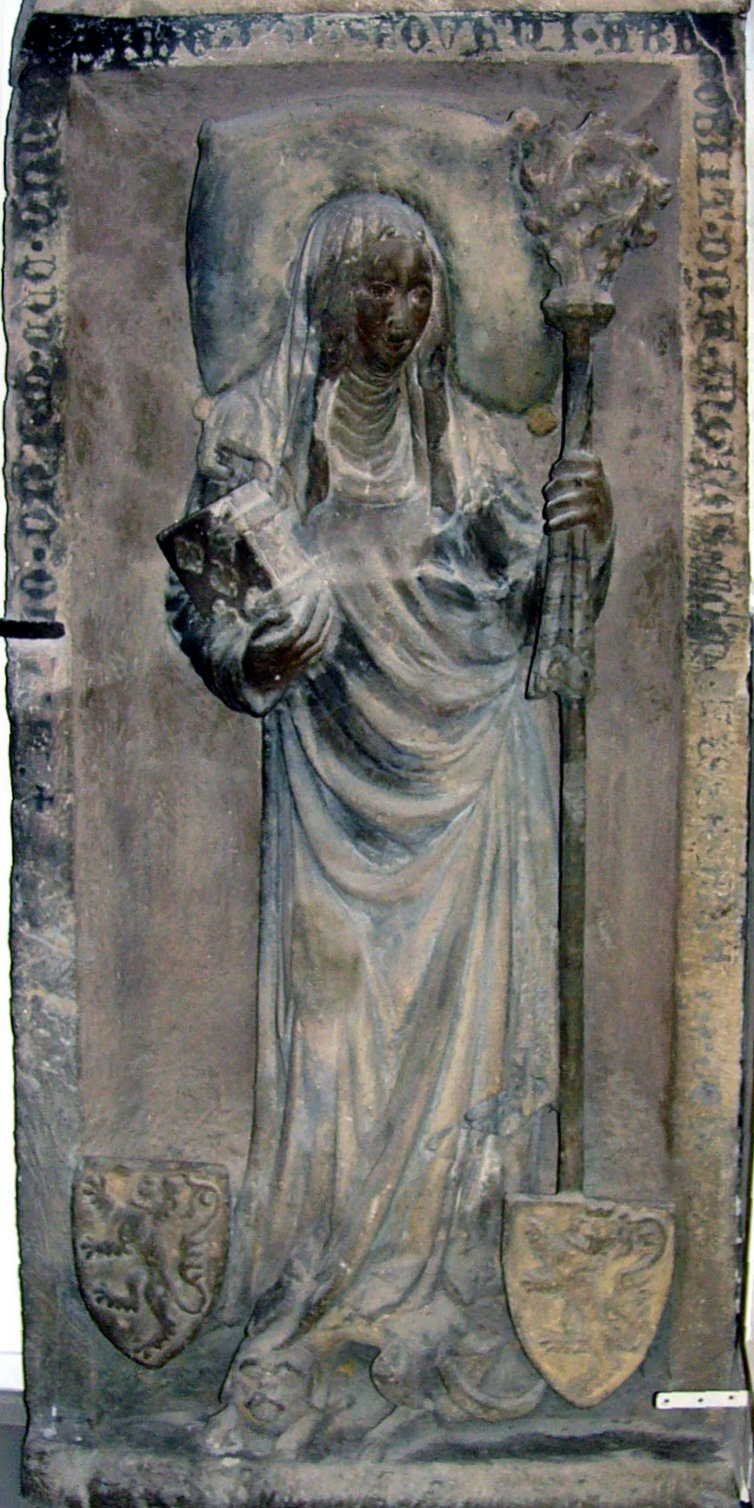
Epitaph der Agnes von Orlamünde

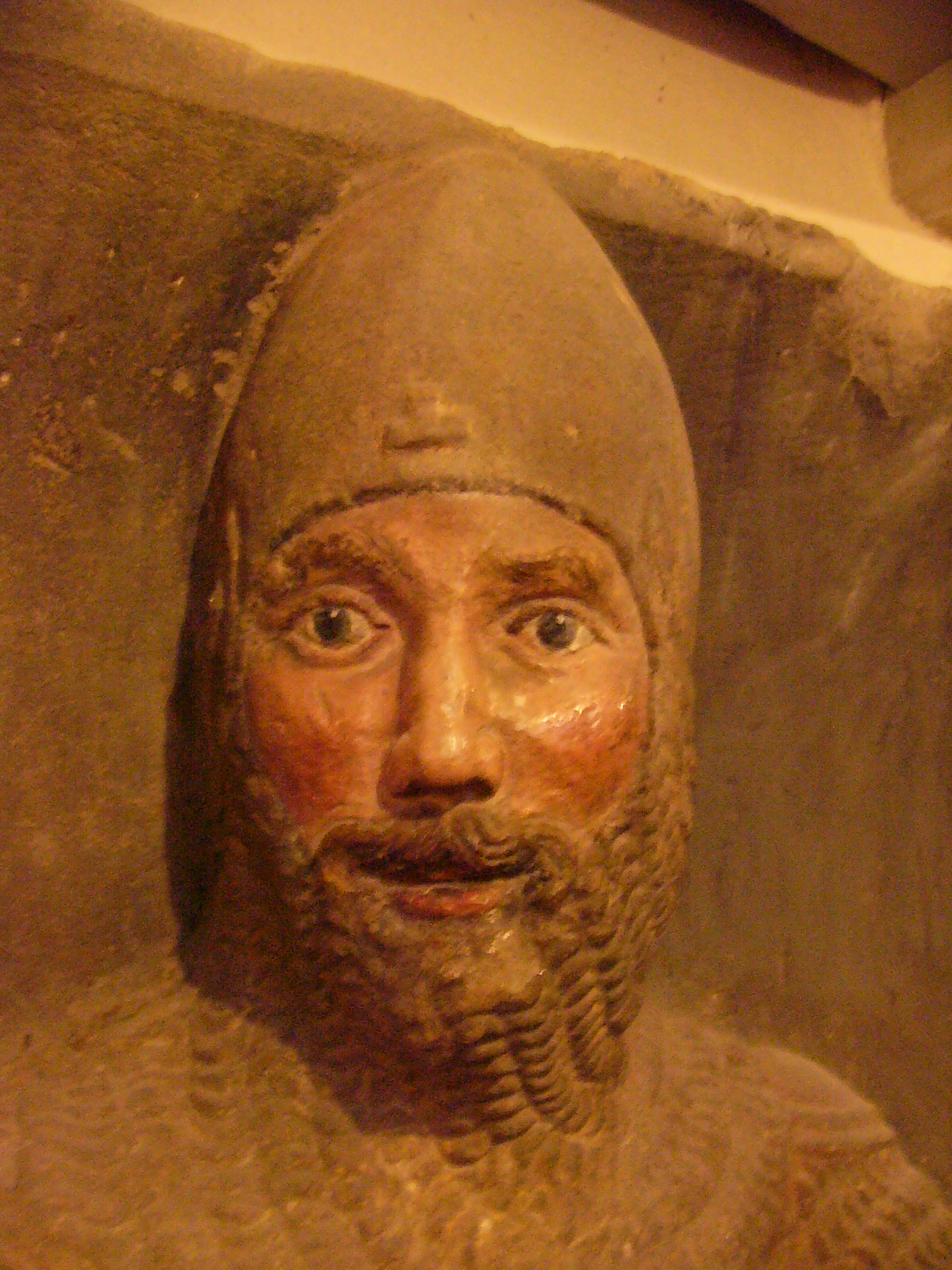
Ausschnitt aus dem Epitaph Ottos VI. im Kloster Himmelkron

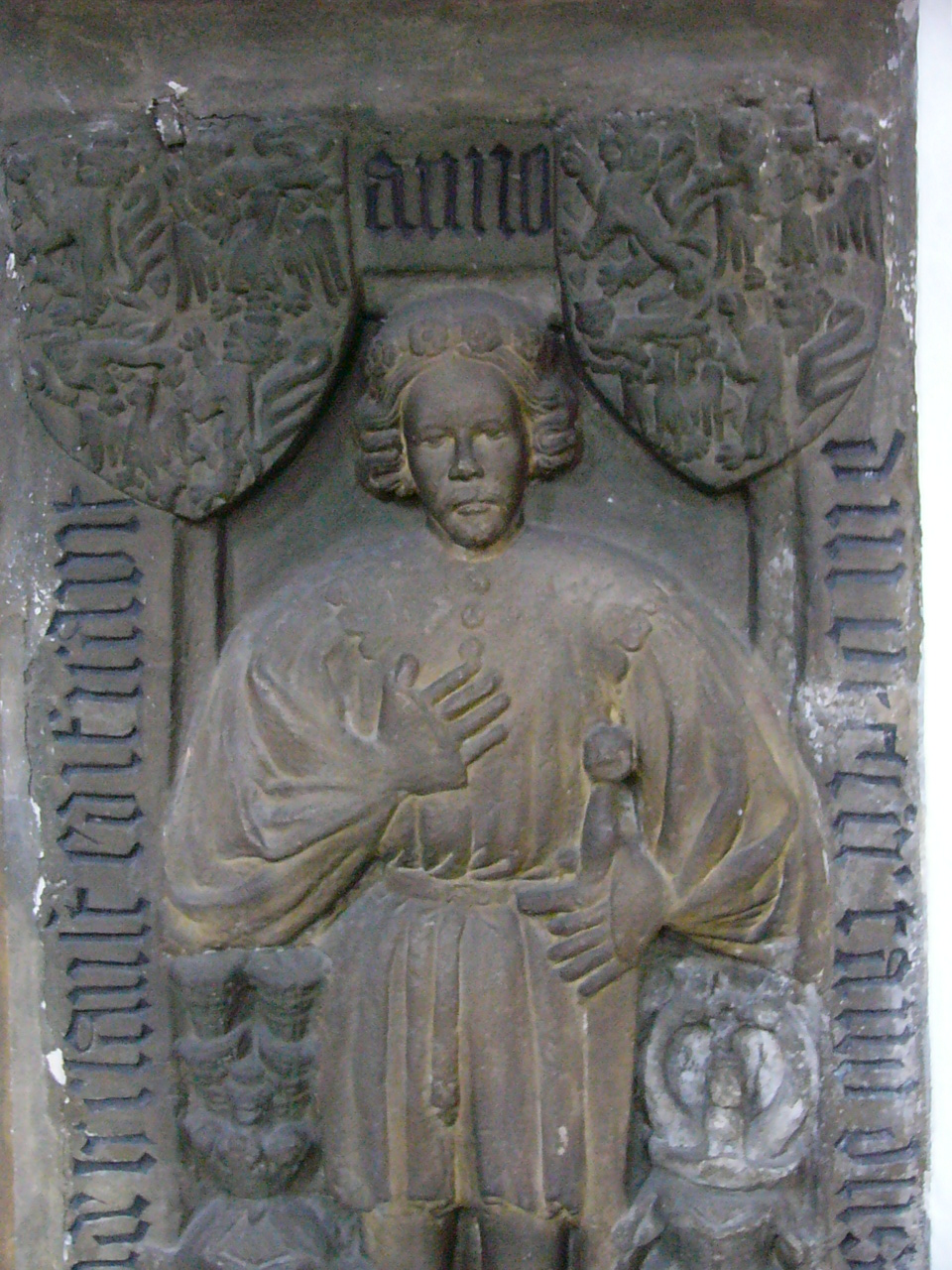
Ausschnitt aus dem Epitaph Ottos X. in der Kirche von Ludwigsstadt

Die Seitenlinie Weimar-Orlamünde der Askanier, eines deutschen Hochadelsgeschlechts, beherrschte ab dem 12. Jahrhundert die Grafschaft Weimar-Orlamünde im heutigen Thüringen.

## Geschichte

### Vorgeschichte
Seit dem 10. Jahrhundert hatten die Grafschaft Weimar und später auch die damit vereinigte Grafschaft Orlamünde unter der Herrschaft des Adelsgeschlechts Weimar gestanden. Am 13. Mai 1112 starb mit Ulrich II. von Weimar und Orlamünde der letzte Graf von Weimar-Orlamünde aus dem Geschlecht Weimar. 

### Pfalzgrafen bei Rhein
Kaiser Heinrich V. behauptete den Heimfall dieses Grafengebietes als Lehngut an das Reich. Die Pfalzgrafen bei Rhein Siegfried und Heinrich, Söhne der Erbtochter Adelheid von Weimar-Orlamünde aus dem Geschlecht der Weimarer, beanspruchten das Gebiet als ihr Erbe, was zu einem Erbfolgekrieg führte. Dabei kam es zwischen den Kaiserlichen und dem Pfalzgraf Siegfried mit seinen Anhängern 1113 zur Schlacht bei Warnstedt am Harz. Der Pfalzgraf wurde verwundet und starb kurze Zeit darauf. Im Laufe dieses Krieges wurde 1115 die Burg Orlamünde belagert. Im selben Jahr besiegte jedoch die Pfalzgrafenpartei den Kaiser in der Schlacht am Welfesholz, woraufhin die Belagerung von Orlamünde durch die Kaiserlichen aufgegeben werden musste. Dieser Erbfolgekrieg wurde erst 1121 durch den in Würzburg von Kaiser Heinrich V. verkündeten Landfrieden beendet und brachte dem Pfalzgrafen bei Rhein Siegfried II. den dauerhaften Besitz der Erblande Weimar-Orlamünde. Sein Nachfolger Wilhelm IV., Pfalzgraf bei Rhein, errichtete die erste Saalebrücke St. Nicolaus in Orlamünde. Er starb 1140 kinderlos als der Letzte der pfalzgräflichen Linie der askanischen Grafen von Orlamünde.

### Askanische Linie
Als weiterer Nachkomme Ottos von Orlamünde in weiblicher Linie gelangte Albrecht der Bär kampflos in den Erbbesitz des Gebietes. Albrecht der Bär setzte seinen Sohn Hermann I. als Statthalter in Orlamünde ein. Nach dem Tod des Vaters 1170 und der Teilung des askanischen Erbes unter den fünf weltlichen Söhnen Albrechts wurde Hermann I. reichsunmittelbarer Graf von Orlamünde. Er starb am 19. Oktober 1176. Ihm folgte sein Sohn Siegfried III. Dieser überließ 1179 seine Besitzungen bei der kaiserlichen Burg Kayna dem Kaiser Friedrich I. und erhielt dafür Güter im Orlagau.

### Albert, Graf von Holstein
1194 ließ Siegfried III. die Kirche St. Marie vor der Burg in Orlamünde feierlich weihen. Er starb 1206. Sein Sohn Albert, Graf von Holstein, erbte die Grafschaft Orlamünde, sein anderer Sohn Hermann II. erbte die Grafschaft Weimar. Letzterer versuchte den abwesenden Bruder die Grafschaft zu entreißen und es kam deshalb zwischen ihm und dem Schwiegervater Alberts, dem Landgrafen von Thüringen, zum Krieg. Im Laufe dieses Krieges besetzte 1223 Landgraf Ludwig der Heilige im Interesse seines Schwagers Albert die Burg Schauenforst (als Teil von Orlamünde) und nahm Hermann II. in Weimar gefangen, ließ ihn später wieder frei. 1227 kehrte Albert in sein Erbland Orlamünde zurück. Er starb 1245 kinderlos und wurde von seinem Bruder Hermann II. beerbt, der ihn gut zwei Jahre überlebte.

### Die Meranische Linie
Hermann II. war der Gemahl von Beatrix, der Erbtochter von Meranien. 1272 starb Beatrix und die meranischen Güter wurden unter den Söhnen Hermanns II. geteilt.
Otto III. erhielt Weimar und Rudolstadt. Damit wurde er zum Gründer der Weimarer Linie, die in der Folge eigenständig und nicht immer im Einvernehmen mit der brüderlichen Erblinie agierte, was eine eklatante Schwächung gegenüber den erstarkenden Landgrafen aus dem Haus Wettin bedeutete. Aus dem meranischen Erbe, das er zunächst gemeinsam mit seinem Bruder verwaltete, erhielt Otto die Herrschaft Plassenburg.
Hermann III. erbte die Grafschaft Orlamünde, stellte 1252 in Orlamünde eine Urkunde aus und nahm mit seinen Nachkommen dort dauernd seinen Sitz. Damit wurde er zum Begründer der Linie Orlamünde. Daneben erhielt er das meranische Nordhalben. Er starb 1283 in Orlamünde an der Pest. 1310 starb Heinrich III., der Sohn und Nachfolger Hermanns III. und 1311 Heinrich IV., Sohn Heinrichs III. von Orlamünde, auf dem Turnier zu Ravensburg. 1331 gründete Heinrich V. das Wilhelmiterkloster in Orlamünde. Am 23. April 1344 verkaufte er Orlamünde an den Landgrafen Friedrich den Ernsthaften.
1310 fiel die Herrschaft Berka von Rabenswalde an die Grafen von Orlamünde, bei denen sie bis zum Verkauf 1370 an die Herren von Blankenhain blieb.

### Der Grafenkrieg
Es folgte von 1342 bis 1346 der Thüringer Grafenkrieg. In dessen Folge schlossen die Wettiner am 11. April 1346 den Frieden von Dresden mit den Grafen von Weimar-Orlamünde. Die Orlamünder mussten ihr Stammland den Wettinern als Lehen auftragen und verloren somit ihre Reichsunmittelbarkeit und ihre politische Selbständigkeit. Graf Hermann VI., nach anderer Zählweise Hermann VIII., der Erbe von Weimar, unterstellte sich 1365 der Lehensherrschaft der Wettiner. Nach seinem Tod 1372 zogen diese Weimar als erledigtes Lehen ein.

### Erlöschen im 15./16. Jahrhundert
Eine auf Hermann III. zurückgehende Nebenlinie existierte noch in Lauenstein und Gräfenthal. Sie war in Magdala, mit Schauenforst, bis 1426 in Gräfenthal, bis 1427 in Lichtenberg und bis zuletzt in und um Lauenstein begütert, aber vom wirtschaftlichen Niedergang gezeichnet. Mit dem Enkel Ottos X., dem kurbrandenburgischen Geheimen Rat Friedrich VI. († nach 1486) und dessen Tochter Katharina († nach 1544), Nonne im Kloster Heiligkreuz bei Saalburg, starben die letzten Namensträger des Geschlechtes.

## Askanische Grafen von Weimar-Orlamünde
- 1112–1113 Siegfried I., Pfalzgraf bei Rhein
- 1113–1124 Siegfried II.
- 1124–1140 Wilhelm
- 1140–1170 Albrecht I., der Bär
- 1167–1176 Hermann I.
- 1176–1206 Siegfried III.
- 1206–1245 Albrecht II. (zusammen mit seinem jüngeren Bruder Hermann II., regierte praktisch nicht)
- 1206–1247 Hermann II.

### Orlamünder Linie
- 1247–1283 Hermann III.

### Weimarer Linie
- 1247–1285 Otto III.
- 1285–1319 Hermann IV.
- 1285–1305 Otto IV.
- 1305–1340 Otto VI.
- 1340–1365 Friedrich I.
- 1365–1372 Hermann VI.

## Persönlichkeiten
- Elisabeth († 1327), Tochter von Hermann III., Markgräfin von Meißen
- Agnes († 1354), Tochter von Otto III., Äbtissin von Kloster Himmelkron
- Kunigunde († 1382), Witwe Ottos VII., Äbtissin von Kloster Himmelthron
- Otto X. († 1403), aus später Nebenlinie, Herr zu Lauenstein und Schauenforst
- Helene, von 1435 bis 1465 Äbtissin des Klosters Hof

Im Kloster Himmelkron befinden sich Epitaphien mehrerer Familienangehöriger aus dem Hause Orlamünde, darunter die Grabtumba des Klostergründers Otto III. und das Epitaph des letzten Orlamünder Grafen Otto VI. auf der Plassenburg.